# Feldbahn der Sandgruben von Darvault
| Feldbahn der Sandgruben von Darvault Sablières de Darvault – Canal du Loing | Feldbahn der Sandgruben von Darvault Sablières de Darvault – Canal du Loing |
| --------------------------------------------------------------------------- | --------------------------------------------------------------------------- |
| Decauville-Lokomotive Henriette am Canal du Loing                           |                                                                             |
| Ehemaliger Streckenverlauf auf einer heutigen Karte                         |                                                                             |
| Streckenlänge:                                                              | ca. 6 km                                                                    |
| Spurweite:                                                                  | 600 mm (Schmalspur)                                                         |
|                                                                             |                                                                             |

Die Feldbahn der Sandgruben von Darvault (französisch Réseau des Sablières de Darvault au Canal du Loing) war eine Decauville-Bahn mit einer Spurweite von 600 mm von den Sandgruben bei Darvault zum Canal du Loing bei Montcourt-Fromonville.

## Geschichte

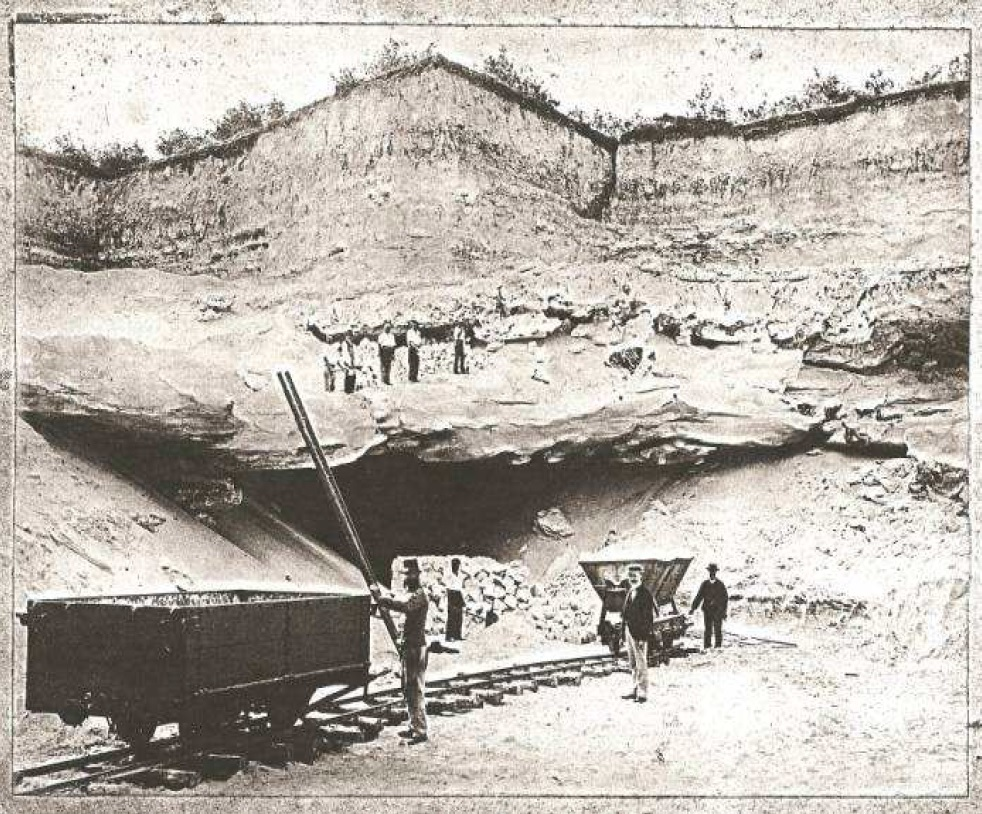
Decauville-Bahn im Steinbruch von Darvault

Der Sandsteinbruch von Darvault wurde seit 1885 ausgebeutet. Aus dem blendend weißen Sand, der im Arrondissement Fontainebleau abgebaut wird, kann sehr hochwertiges Quarzglas hergestellt werden. Er wird vor allem für die Herstellung von Kristallglas und optischen Gläsern verwendet, z. B. für die optischen Instrumente der NASA.
Im Gegensatz zu den anderen Sandgruben in der Region, in denen Tagebau betrieben wird, liegt der Steinbruch von Darvault teilweise unterirdisch. 1891 beantragte Frau Huot, die damalige Eigentümerin des Geländes, die Genehmigung zum Bau einer Feldbahn für den Sandtransport zwischen den Steinbrüchen und dem Hafen von Fromonville am Loing-Kanal. Nachdem 1894 Joseph Farisy und C. Besse Eigentümer geworden waren, ließen sie die Feldbahn bauen. Da es sich um einen handwerklichen und nicht um einen industriellen Betrieb im großen Maßstab handelte, wurden die Stollen ohne Planung und ohne besondere Sicherungsstrukturen vorgetrieben.
Während des Ersten Weltkrieges wurde der Bahnbetrieb 1914 eingestellt und die Gleise zur Wiederverwendung an der Marne-Front abgebaut. Bis etwa 1936 wurde der Transport mit einem Pferdewagen durchgeführt. Bereits vor dem Zweiten Weltkrieg wurde der Steinbruch aufgegeben.

## Lokomotive
Die Lokomotive wurde von Weidknecht hergestellt und bestand am 25. August 1891 ihre Kesselprüfung. Danach wurde sie von Decauville unter dem Namen Hermanville zur Eignungsbewertung, Demonstration oder Vermietung auf den Tramways du Calvados eingesetzt. Am 3. Juli 1893 wurde sie an „C. Besse, Sablières, Darvault, S & M, France“ verkauft und erhielt dort den Namen Henriette. Es gibt auch einen Kupferstich dieser oder einer ansonsten unbekannten baugleichen Lok mit dem Namen Kleber.
Die  Type-10-Lokomotive hatte laut in Großbritannien veröffentlichten Angaben einen Neupreis von 1136 £, einen Hubraum von 9⅞ Zoll × 12½ Zoll (Bohrung × Hub: 250 mm × 317,5 mm), einen Treibraddurchmesser von 2 Fuß 1½ Zoll (⌀ 650 mm) und einen Radstand von 4 Fuß 7 Zoll (1400 mm). Sie wog unbeladen 10 Tonnen und in funktionsfähigem Zustand 13 Tonnen.
| Werks-Nr.                              | Kesselprüfung   | Bauart | Spurweite | Leer- gewicht | Name                                                         | Betreiber                                                               |
| -------------------------------------- | --------------- | ------ | --------- | ------------- | ------------------------------------------------------------ | ----------------------------------------------------------------------- |
| Decauville N° 128 Weidknecht N° 550/91 | 25. August 1891 | C1’ n2 | 600 mm    | 10 t          | Hermanville, später (evtl. Kleber und noch später) Henriette | Chemins de fer du Calvados, später Feldbahn der Sandgruben von Darvault |